# Edward Norton
Edward Harrison Norton (Boston, 18 agosto 1969) è un attore, produttore cinematografico, regista e sceneggiatore statunitense.
Ha ricevuto quattro candidature al Premio Oscar per i film Schegge di paura (per il quale ha vinto il Golden Globe come miglior attore non protagonista), American History X, Birdman e A Complete Unknown. Nel 1999 interpreta il suo ruolo più famoso, quello del protagonista in Fight Club di David Fincher, film divenuto un cult.
Oltre ai già citati, si ricordano i suoi ruoli in Larry Flynt - Oltre lo scandalo, Tutti dicono I Love You, The Score, Red Dragon, La 25ª ora, The Illusionist - L'illusionista, L'incredibile Hulk, Glass Onion: Knives Out, oltre a diverse collaborazioni col regista Wes Anderson.

## Biografia
Edward nasce a Boston e cresce a Columbia (Maryland), vicino a Baltimora. È il maggiore di tre fratelli, e dimostra fin da piccolo di avere un amore per il teatro. Suo padre, Edward Mower Norton Jr., fu avvocato ambientalista in Asia e procuratore federale nell'amministrazione Carter; sua madre, Lydia Rouse, insegnante d'inglese, morì prematuramente il 6 marzo 1997 per un tumore al cervello.
Dopo essersi diplomato nel 1987 alla Wilde Lake High School a Columbia, nel 1991 si laurea nell'Università Yale in Storia e Cultura Orientale. Grazie alla buona conoscenza della lingua giapponese, si trasferisce in Giappone, a Osaka, dove lavora per tre anni alla Enterprise Foundation, un'associazione di volontariato fondata dal nonno materno, James Rouse, architetto e filantropo milionario (la Rouse Company). Dopo questa esperienza decide di tornare a New York per dedicarsi alla sua carriera di attore. Conosce il drammaturgo Edward Albee, che gli offre una parte nella produzione teatrale Fragments.

### Carriera
La sua prima interpretazione cinematografica è del 1996 nel thriller Schegge di paura, accanto a Richard Gere e Laura Linney, tratto dall'omonimo romanzo di William Diehl, dove la sua intensa e sentita interpretazione lo fa candidare al premio Oscar per il miglior attore non protagonista e gli fa ottenere un Golden Globe per la stessa categoria. Lo stesso anno è al fianco di Woody Harrelson nel film di Miloš Forman Larry Flynt - Oltre lo scandalo, ed entra nel cast del musical di Woody Allen Tutti dicono I Love You.

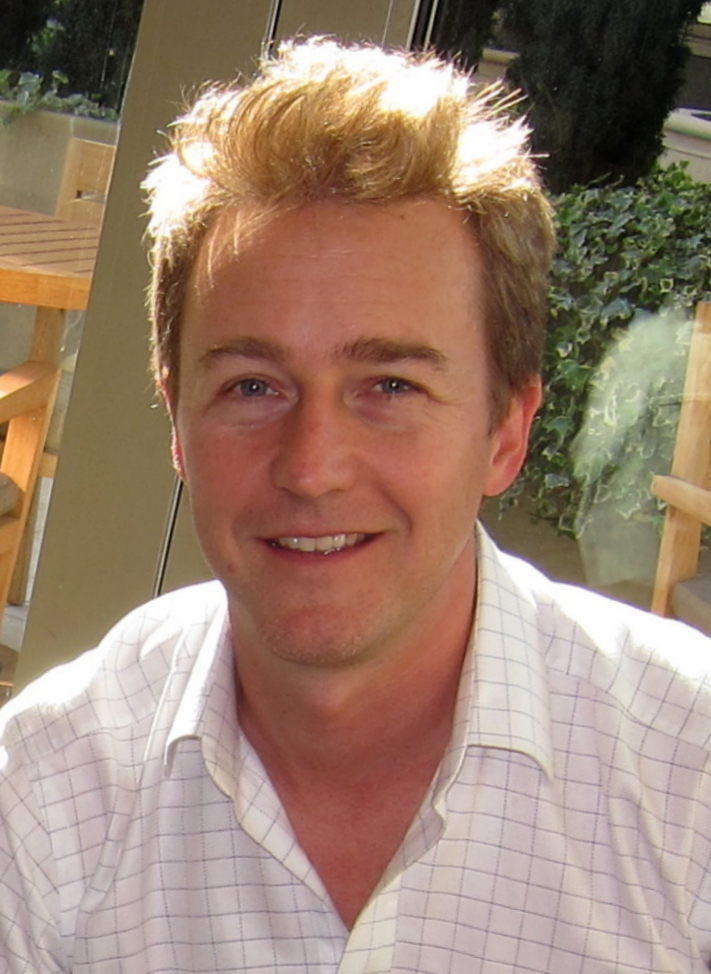
Edward Norton in Africa nel 2012

Nel 1998 partecipa al film Il giocatore - Rounders (Rounders) con Matt Damon e diretto da John Dahl e si trasforma in uno skinhead statunitense per il film American History X. Quest'ultima interpretazione di Norton viene giudicata in maniera positiva dalla critica, così come il resto del film che ottiene anche un buon incasso. La prestazione in questo film gli fa guadagnare una nomination agli Oscar 1999 come miglior attore protagonista, premio che poi sarà vinto da Roberto Benigni per La vita è bella. Sempre nel 1998 presta la voce nel film documentario Out of the past. Nel 1999 è protagonista, recitando insieme al co-protagonista Brad Pitt, nel film Fight Club, per la regia di David Fincher, che lo conferma attore di ruolo a 360°.
Nel 2001 è diretto da Frank Oz nel film The Score, che gli ha permesso di recitare accanto ai mostri sacri Robert De Niro e Marlon Brando. Nel 2002 è protagonista di La 25ª ora (per la regia di Spike Lee) e di Red Dragon. Il primo ha avuto un buon successo di critica, ma non di pubblico, mentre il secondo si rivela un successo di pubblico con critiche miste. Nel 2003 partecipa a The Italian Job accanto a Mark Wahlberg, Charlize Theron e Jason Statham. Nel 2005 recita nel kolossal storico di Ridley Scott Le crociate - Kingdom of Heaven nel ruolo di re Baldovino di Gerusalemme. Nella pellicola, Norton recita in maniera notevole ma assolutamente irriconoscibile e sempre con una maschera sul viso, poiché il suo personaggio è malato di lebbra. Nel 2006 lavora come protagonista in The Illusionist - L'illusionista accanto a Paul Giamatti e Jessica Biel e nello stesso anno recita accanto a Naomi Watts ne Il velo dipinto.
Due anni dopo dà il volto al celebre eroe dei fumetti Marvel Comics Bruce Banner, alter ego di Hulk, nel film L'incredibile Hulk di Louis Leterrier. In questo film, l'attore collaborò anche alla sceneggiatura. Norton si rivelò interessato a interpretare nuovamente il personaggio nel film The Avengers, ma in seguito la parte venne affidata a Mark Ruffalo. In seguito Norton interpreta due gemelli diametralmente opposti in Fratelli in erba, affiancato da Susan Sarandon, Richard Dreyfuss e Keri Russell. Nel 2010 lavora al fianco di Robert De Niro e Milla Jovovich nel film di John Curran, Stone, nel quale collabora anche in veste di sceneggiatore. L'anno successivo è stato la voce narrante in The Apple Pushers, documentario scritto e diretto da Mary Mazzio.
Nel 2012 è l'antagonista nel film The Bourne Legacy e co-protagonista della commedia Moonrise Kingdom - Una fuga d'amore, accanto a Bruce Willis e Bill Murray; sempre nello stesso anno fa una piccola apparizione nel film Il dittatore. Nel 2015 partecipa alla commedia drammatica Birdman del regista messicano Alejandro González Iñárritu. Il film ottiene un ampio successo di critica e pubblico, grazie anche all'interpretazione di Michael Keaton nel ruolo del protagonista, ottenendo anche diverse candidature ai Golden Globe e agli Oscar. Norton si aggiudica una nomination per entrambi i premi come miglior attore non protagonista, ma in entrambi i casi viene battuto da J. K. Simmons per il film Whiplash.

## Azioni umanitarie
Norton ha dato vita al programma Solar Neighbors ("Vicini Solari"), che si occupa di portare pannelli solari nelle case delle famiglie povere di Los Angeles. Inoltre, l'attore ha presentato uno speciale di National Geographic sugli effetti del riscaldamento globale.
L'attore è membro della Enterprise Foundation, fondazione creata dal nonno materno che si occupa della costruzione di case e centri commerciali per i più poveri nel mondo. È anche il Presidente della filiale americana della Maasai Wilderness Conservation Trust, un'organizzazione volta a preservare la biodiversità dei territori di Kenya e Tanzania. Nel 2009 Edward Norton insieme con un gruppo di guerrieri Masai ha corso una maratona a New York per raccogliere fondi. L'attore ha concluso la maratona in 3 ore e 48 minuti, raccogliendo un totale di 1 milione di dollari.
Norton supporta varie associazioni, che proteggono l'ambiente, come Sea Shepherd, Save the Elephants, Greenpeace, Earthday Network, WildAid, l'African Wildlife Foundation, Global Green, la Wilderness Society, Earth Justice e gli Avoided Deforestation Partners.
Nel luglio 2010 il Segretario generale delle Nazioni Unite Ban Ki-moon ha nominato Edward Norton ambasciatore dell'ONU per la salvaguardia della flora e della fauna. Norton ha successivamente lanciato il sito internet "crowdrise.com" per sensibilizzare l'opinione pubblica riguardo alle cause ecologiche.

## Vita privata
Ricerche genealogiche hanno determinato che è discendente di Pocahontas e di proprietari di schiavi, nonché lontano parente dei fratelli Eric e Julia Roberts..
Nell'aprile del 2013 ha sposato la produttrice Shauna Robertson, con cui era fidanzato dal 2007 e dalla quale ha avuto un figlio, Atlas, nel marzo 2013.

## Filmografia

### Attore

#### Cinema
- Schegge di paura (Primal Fear), regia di Gregory Hoblit (1996)
- Larry Flynt - Oltre lo scandalo (The People vs. Larry Flynt), regia di Miloš Forman (1996)
- Tutti dicono I Love You (Everyone Says I Love You), regia di Woody Allen (1996)
- Il giocatore - Rounders (Rounders), regia di John Dahl (1998)
- American History X, regia di Tony Kaye (1998)
- Fight Club, regia di David Fincher (1999)
- Tentazioni d'amore (Keeping the Faith), regia di Edward Norton (2000)
- The Score, regia di Frank Oz (2001)
- Eliminate Smoochy (Death to Smoochy), regia di Danny DeVito (2002)
- Frida, regia di Julie Taymor (2002)
- Red Dragon, regia di Brett Ratner (2002)
- La 25ª ora (25th Hour), regia di Spike Lee (2002)
- The Italian Job, regia di F. Gary Gray (2003)
- After the Sunset, regia di Brett Ratner (2004) - cameo
- Down in the Valley, regia di David Jacobson (2005)
- Le crociate - Kingdom of Heaven (Kingdom of Heaven), regia di Ridley Scott (2005)
- Il velo dipinto (The Painted Veil), regia di John Curran (2006)
- The Illusionist - L'illusionista (The Illusionist), regia di Neil Burger (2006)
- L'incredibile Hulk (The Incredible Hulk), regia di Louis Leterrier (2008) – Bruce Banner / Hulk
- Pride and Glory - Il prezzo dell'onore (Pride and Glory), regia di Gavin O'Connor (2008)
- Il primo dei bugiardi (The Invention of Lying), regia di Ricky Gervais e Matthew Robinson (2009) – cameo
- Fratelli in erba (Leaves of Grass), regia di Tim Blake Nelson (2009)
- Stone, regia di John Curran (2010)
- Moonrise Kingdom - Una fuga d'amore (Moonrise Kingdom), regia di Wes Anderson (2012)
- Il dittatore (The Dictator), regia di Larry Charles (2012) – cameo
- The Bourne Legacy, regia di Tony Gilroy (2012)
- Grand Budapest Hotel (The Grand Budapest Hotel), regia di Wes Anderson (2014)
- Birdman, regia di Alejandro González Iñárritu (2014)
- Collateral Beauty, regia di David Frankel (2016)
- Alita - Angelo della battaglia (Alita: Battle Angel), regia di Robert Rodriguez (2019) – cameo
- Motherless Brooklyn - I segreti di una città (Motherless Brooklyn), regia di Edward Norton (2019)
- The French Dispatch of the Liberty, Kansas Evening Sun, regia di Wes Anderson (2021)
- Glass Onion: Knives Out (Glass Onion: A Knives Out Mystery), regia di Rian Johnson (2022)
- Asteroid City, regia di Wes Anderson (2023)
- A Complete Unknown, regia di James Mangold (2024)

#### Televisione
- Modern Family – serie TV, episodio 1x08 (2009)

#### Cortometraggi
- All in for the 99%, regia di Joseph G. Quinn (2012)

### Produttore
- Tentazioni d'amore (Keeping the Faith) (2000)
- La 25ª ora (25th Hour), regia di Spike Lee (2002)
- Dirty Work, regia di Tim Nackashi e David Sampliner – documentario (2004)
- Down in the Valley, regia di David Jacobson (2005)
- Il velo dipinto (The Painted Veil), regia di John Curran (2006)
- By the People: The Election of Barack Obama, regia di Amy Rice e Alicia Sams – documentario (2009)
- Fratelli in erba (Leaves of Grass), regia di Tim Blake Nelson (2009)
- Tentazioni (ir)resistibili (Thanks for Sharing), regia di Stuart Blumberg (2012)
- Gotti - Il primo padrino (Gotti), regia di Kevin Connolly (2018)
- Motherless Brooklyn - I segreti di una città (Motherless Brooklyn), regia di Edward Norton (2019)

### Regista
- Tentazioni d'amore (Keeping the Faith) (2000)
- Motherless Brooklyn - I segreti di una città (Motherless Brooklyn) (2019)

### Sceneggiatore
- L'incredibile Hulk (The Incredible Hulk), regia di Louis Leterrier (2008) – non accreditato
- Motherless Brooklyn - I segreti di una città (Motherless Brooklyn), regia di Edward Norton (2019)

### Doppiatore
- I Simpson (The Simpson) – serie TV, 2 episodi (2000-2013)
- Sausage Party - Vita segreta di una salsiccia, regia di Greg Tiernan e Conrad Vernon (2016)
- The Guardian Brothers, regia di Gary Wang (2016)
- L'isola dei cani (Isle of Dogs), regia di Wes Anderson (2018)

## Riconoscimenti
- Premio Oscar
  - 1997 – Candidatura al miglior attore non protagonista per Schegge di paura
  - 1999 – Candidatura al miglior attore per American History X
  - 2015 – Candidatura al miglior attore non protagonista per Birdman
  - 2025 – Candidatura al miglior attore non protagonista per A Complete Unknown
- Golden Globe
  - 1997 – Miglior attore non protagonista per Schegge di paura
  - 2015 – Candidatura al miglior attore non protagonista per Birdman
  - 2025 – Candidatura al miglior attore non protagonista per A Complete Unknown
- BAFTA
  - 1997 – Candidatura al miglior attore non protagonista per Schegge di paura
  - 2015 – Candidatura al miglior attore non protagonista per Birdman
  - 2025 – Candidatura al miglior attore non protagonista per A Complete Unknown
- Screen Actors Guild Award
  - 2015 – Miglior cast cinematografico per Birdman
  - 2015 – Candidatura al miglior attore non protagonista cinematografico per Birdman
  - 2015 – Candidatura al miglior cast cinematografico per Grand Budapest Hotel
- Satellite Award
  - 1998 – Miglior attore in un film drammatico per American History X
  - 2000 – Candidatura al miglior attore in un film commedia o musicale per Tentazioni d'amore
  - 2002 – Candidatura al miglior attore in un film drammatico per La 25ª ora
  - 2005 – Candidatura al miglior attore non protagonista in un film drammatico per Le crociate - Kingdom of Heaven
  - 2015 – Candidatura al miglior attore non protagonista per Birdman
  - 2019 – Auteur Award per Motherless Brooklyn - I segreti di una città
- Saturn Award
  - 1996 – Candidatura al miglior attore non protagonista per Schegge di paura
  - 1998 – Candidatura al miglior attore per American History X
- Critics' Choice Movie Award
  - 2014 – Miglior cast corale per Birdman
  - 2014 – Candidatura al miglior attore non protagonista per Birdman
  - 2014 – Candidatura al miglior cast corale per Grand Budapest Hotel
- National Board of Review Awards
  - 1996 – Miglior attore non protagonista per Tutti dicono I Love You
  - 2014 – Miglior attore non protagonista per Birdman
- Independent Spirit Award
  - 2007 – Candidatura al miglior attore per Il velo dipinto
  - 2015 – Candidatura al miglior attore non protagonista per Birdman
- MTV Movie Award
  - 1997 – Candidatura al miglior cattivo per Schegge di paura
  - 2000 – Candidatura al miglior combattimento (contro se stesso) per Fight Club
  - 2015 – Candidatura al miglior combattimento (contro Michael Keaton) per Birdman
- Chicago Film Critics Association Award
  - 1996 – Miglior performance rivelazione per Schegge di paura, Larry Flynt - Oltre lo scandalo e Tutti dicono I Love You
  - 1996 – Candidatura al miglior attore non protagonista per Schegge di paura
  - 1998 – Candidatura al miglior attore protagonista per American History X
- Online Film Critics Society Award
  - 1998 – Candidatura al miglior attore protagonista per American History X
  - 1999 – Candidatura al miglior attore protagonista per Fight Club
- Altri
  - 1996 – Los Angeles Film Critics Association Awards – Miglior attore non protagonista per Schegge di paura, Larry Flynt - Oltre lo scandalo e Tutti dicono I Love You;
  - 1997 – Kansas City Film Critics Circle Awards – Miglior attore non protagonista per Schegge di paura;
  - 1997 – Southeastern Film Critics Association Awards – Miglior attore non protagonista per Schegge di paura, Larry Flynt - Oltre lo scandalo e Tutti dicono I Love You;
  - 2008 – Scream Award – Candidatura al miglior supereroe per L'incredibile Hulk.

## Doppiatori italiani
Nelle versioni in italiano delle opere in cui ha recitato, Edward Norton è stato doppiato da:
- Massimiliano Manfredi in Schegge di paura, Tutti dicono I Love You, Tentazioni d'amore, The Score, Frida, La 25ª ora, The Italian Job, L'incredibile Hulk, Pride and Glory - Il prezzo dell'onore, Fratelli in erba, The Bourne Legacy, Motherless Brooklyn - I segreti di una città, Glass Onion: Knives Out, Extrapolations - Oltre il limite, A Complete Unknown
- Massimo De Ambrosis in Il giocatore - Rounders, American History X, Fight Club, Red Dragon, Down in the Valley, Il velo dipinto, The Illusionist - L'illusionista, Modern Family, Moonrise Kingdom - Una fuga d'amore, Grand Budapest Hotel, Collateral Beauty, The French Dispatch of the Liberty, Kansas Evening Sun, Asteroid City
- Loris Loddi in Le crociate - Kingdom of Heaven, Stone
- Sandro Acerbo in Larry Flynt - Oltre lo scandalo
- Oreste Baldini in Eliminate Smoochy
- Roberto Gammino in Il primo dei bugiardi
- Simone D'Andrea in Birdman

Da doppiatore è sostituito da:
- Luca Dal Fabbro in Sausage Party - Vita segreta di una salsiccia, Sausage Party: Cibopolis
- Nino D'Agata ne I Simpson (ep. 12x07)
- Massimiliano Manfredi ne I Simpson (ep. 24x18)
- Massimo De Ambrosis in L'isola dei cani